# تلمبه فاطمیه
تلمبه فاطمیه یک منطقهٔ مسکونی در ایران است که در دهستان فردوس (رفسنجان) واقع شده‌است.